# Софиевка (Новоукраинский район)
Софиевка (укр. Софіївка) — село в Ровнянской сельской общине Новоукраинского района Кировоградской области Украины.
Население по переписи 2001 года составляло 150 человек. Почтовый индекс — 27152. Телефонный код — 5251. Код КОАТУУ — 3524082405.